# Kanchanpur (dystrykt)

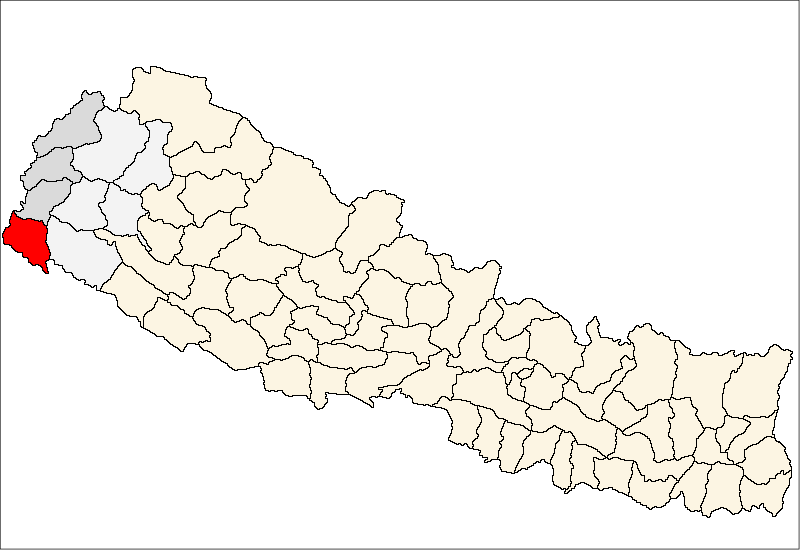
Dystrykt Kanchanpur

Dystrykt Kanchanpur (nep. कञ्चनपुर जिल्ला) – jeden z siedemdziesięciu pięciu dystryktów Nepalu. Leży w strefie Mahakali. Dystrykt ten zajmuje powierzchnię 1610 km², w 2001 r. zamieszkiwało go 377 899 ludzi. Stolicą jest Mahendranagar.